# Giro del Lazio 1990
Il Giro del Lazio 1990, cinquantaseiesima edizione della corsa, si svolse l'8 settembre 1990 su un percorso di 208 km. La vittoria fu appannaggio dell'italiano Maurizio Fondriest, che completò il percorso in 4h54'22", precedendo lo svizzero Laurent Dufaux e il connazionale Davide Cassani.
Sul traguardo di Roma 30+ ciclisti, su 159 partenti da Rocca di Papa, portarono a termine la competizione.

## Ordine d'arrivo (Top 10)
| Pos. | Corridore          | Squadra                   | Tempo    |
| ---- | ------------------ | ------------------------- | -------- |
| 1    | Maurizio Fondriest | Del Tongo-Rex             | 4h54'22" |
| 2    | Gilles Delion      | Helvetia-La Suisse        | s.t.     |
| 3    | Davide Cassani     | Ariostea                  | s.t.     |
| 4    | Stefano Colagè     | Jolly Componibili-Club 88 | a 30"    |
| 5    | Alberto Elli       | Ariostea                  | s.t.     |
| 6    | Bruno Leali        | Jolly Componibili-Club 88 |          |
| 7    | Andrea Tafi        | Selle Italia-Eurocar      |          |
| 8    | Paolo Cimini       | GIS Gelati-Benotto        |          |
| 9    | Angelo Lecchi      | Del Tongo-Rex             |          |
| 10   | Zenon Jaskuła      | Diana-Colnago-Animex      |          |